# Pauldopia ghonta
Pauldopia ghonta ist die einzige Art der Pflanzengattung Pauldopia innerhalb der Familie der Trompetenbaumgewächse (Bignoniaceae). Das Verbreitungsgebiet reicht von Indien bis nach Südostasien.

## Beschreibung

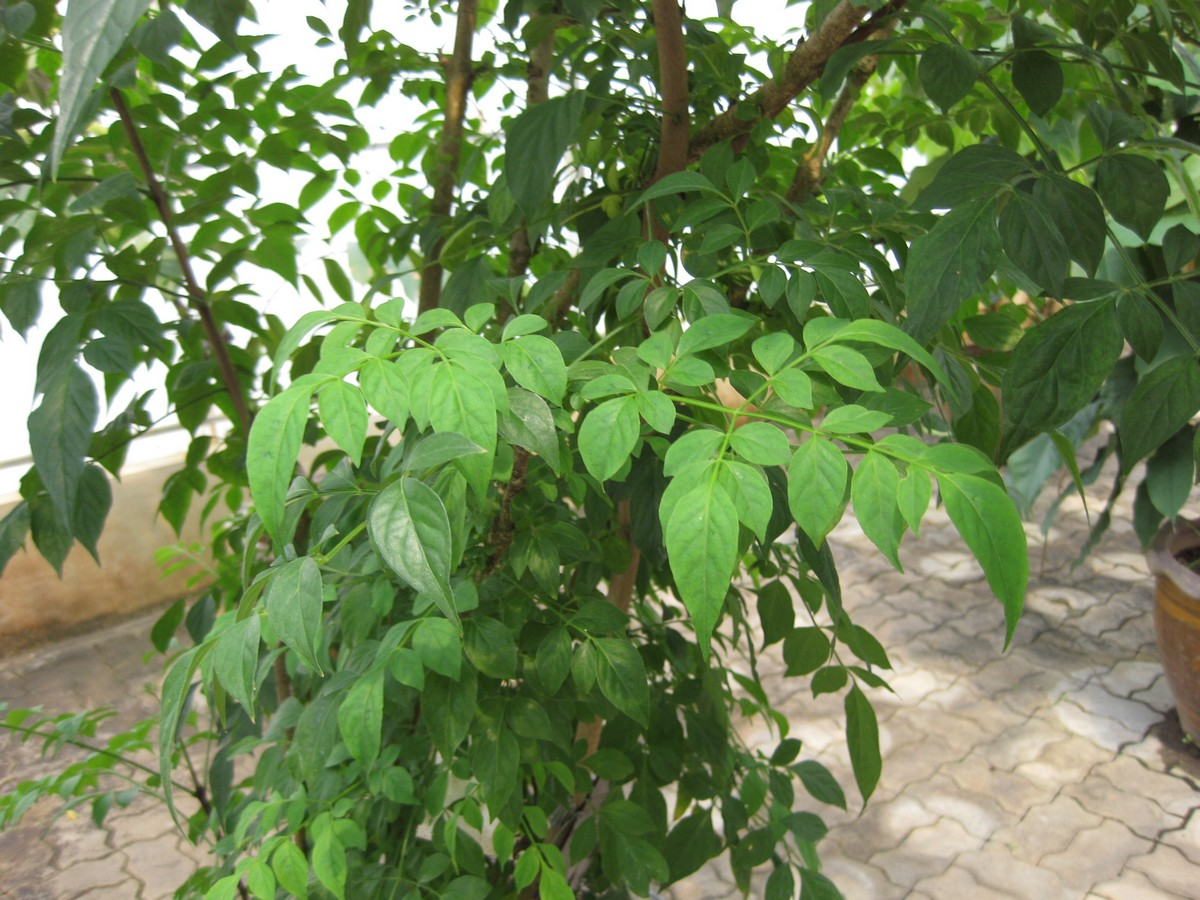
Habitus

### Vegetative Merkmale
Pauldopia ghonta ist ein Strauch oder kleiner Baum, der Wuchshöhen von 1,5 bis 2,5, selten bis zu 6 Metern erreicht. Die Rinde der Zweige ist kahl und mit vielen Korkporen versehen.
Die gegenständig angeordneten Laubblätter sind etwa 38 Zentimeter lang und in Blattstiel sowie Blattspreite gegliedert. Die Blattspreite ist doppelt unpaarig gefiedert und besitzen eine kurz geflügelte Rhachis 1. und 2. Ordnung. Die nahezu sitzenden Fiederblättchen sind bei einer Länge von 3 bis 7,5 Zentimetern sowie einer Breite von 1,5 bis 2,5 Zentimetern eiförmig bis lanzettlich, ganzrandig und bewimpert, sowie teils etwas fein behaart. Die Basis der Teilblättchen ist spitz bis keilförmig, die Spitze rundspitzig bis zugespitzt oder bespitzt bis geschwänzt. Die Blattoberseite ist weiß schuppig, die Unterseite ist spärlich mit Drüsen besetzt.

### Blütenstände und Blüten
Die hängendde Blütenstände enthalten viele hängende Blüten, sie werden je nach Autor als zymöse Rispen oder Thyrsen interpretiert. Der Blütenstandsschaft ist 15 bis 20 Zentimeter lang. Der Blütenstiel ist 1 bis 2 Zentimeter lang und spärlich behaart.
Die zwittrigen Blüten sind zygomorph und fünfzählig mit doppelter Blütenhülle. Der Kelch ist glockenförmig, mehr oder weniger fünfzipfelig, etwa 1,5 Zentimeter lang und weniger als 1 Zentimeter breit. Die Krone ist gelb und manchmal mit rötlich-braunen Saftmalen versehen, die leicht gebogene, lange und trichterförmige, rippige Kronröhre erreicht eine Länge von 3 bis 6 Zentimetern, die kleineren Kronlappen sind gelb oder rot-braun, halbrund, abstehend und etwa 1,5 Zentimeter lang.
Die vier fertilen Staubblätter stehen nicht über die Krone hinaus. Die Staubfäden sind fadenförmig, 2 bis 2,5 Zentimeter lang und kahl. Die Staubbeutel sind kahl, die beiden Theken weisen auseinander, das Verbindungsgewebe zwischen den Theken (Konnektiv) ist pfriemlich. Neben den Staubblättern wird ein steriles Staminodium gebildet.
Der oberständige, zweikammerige Fruchtknoten ist länglich und feinschuppig besetzt mit einem 3 Zentimeter langen Griffel. Er enthält eine Vielzahl von Samenanlagen, die je Fruchtknotenkammer in ein oder zwei Reihen stehen. Die Narbe ist zungenförmig. Es ist eine Diskus vorhanden.

### Früchte und Samen
Der Kelch ist an der Frucht nicht beständig. Die Kapselfrucht ist bei einer Länge von 15 bis 30 Zentimetern sowie einem Durchmesser von 0,6 bis 0,9 Zentimetern relativ dünn, etwas sichelförmig, stielrund und öffnet sich lokulizid. Die Fruchtklappen sind dünn lederig, die Zwischenscheidewand ist häutig. Die 5 bis 7 Millimeter großen, abgeflachten und rundlichen Samen sind am Rand schmal, aber nicht oder nur ganz knapp geflügelt.

## Verbreitung
Pauldopia ghonta ist in Asien von Sri Lanka über Indien, Nepal, Myanmar, Thailand, Laos und Vietnam bis zum südlichen Teiel der chinesischen Provinz Yunnan verbreitet.

## Systematik
Die Erstbeschreibung dieser Art erfolgte 1837 durch George Don junior unter dem Namen (Basionym) Bignonia ghorta (mit „r“) in A General History of the Dichlamydeous Plants, Band 4, Seite 222. Die Gattung Pauldopia wurde 1969 in Acta botanica neerlandica, Band 18, Seite 427 durch Cornelis Gijsbert Gerrit Jan van Steenis mit der Neukombination zu Pauldopia ghorta (Buch.-Ham. ex G.Don) Steenis aufgestellt. Der Gattungsname Pauldopia ehrt den französischen Botaniker Paul Louis Amans Dop (1876–1954). Es zeigte sich aber, dass die Schreibweise ghorta mit „r“ ein Fehler ist und von George Don 1837 falsch aus der Abschrift aus A numerical list of dried specimens of plants (1828–1849), No. 6510, von Wallich interpretiert wurde. Die Korrektur zu dem gültigen Namen Pauldopia ghonta mit „n“ erfolgte 2017 durch Madhukar et al. in Correction of a typographical error in Bignonia ‘ghorta’ (Bignoniaceae). in Phytotaxa, Volume 331, Issue 1, Seite 147–150.